# Кароль Бек
Кароль Бек (словац. Karol Beck; нар. 3 квітня 1982) — колишній словацький тенісист.
Найвищу одиночну позицію світового рейтингу — 36 місце досяг 22 серпня 2005, парну — 62 місце — 17 жовтня 2010 року.
Найвищим досягненням на турнірах Великого шолома було 4 коло в одиночному розряді.
Завершив кар'єру 2018 року.

## Фінали турнірів ATP за кар'єру

### Одиночний розряд: 1 (0–1)
| Легенда                                     |
| ------------------------------------------- |
| Великий Шлем (0–0)                          |
| Фінали Світового туру ATP (0–0)             |
| Серія Мастерс 1000 Світового Туру ATP (0–0) |
| Серія 500 Світового туру ATP (0–0)          |
| Серія 250 Світового туру ATP (0–1)          |

| Результат | Ранг | Дата     | Турнір                 | Покриття  | Суперник      | Рахунок  |
| --------- | ---- | -------- | ---------------------- | --------- | ------------- | -------- |
| Поразка   | 1.   | Жов 2004 | Санкт-Петербург, Росія | Килим (i) | Михайло Южний | 2–6, 2–6 |

### Парний розряд: 2 (0–2)
| Легенда                                     |
| ------------------------------------------- |
| Великий Шлем (0–0)                          |
| Фінали Світового туру ATP (0–0)             |
| Серія Мастерс 1000 Світового Туру ATP (0–0) |
| Серія 500 Світового туру ATP (0–0)          |
| Серія 250 Світового туру ATP (0–2)          |

| Результат | Ранг | Дата     | Турнір                  | Покриття | Партнер    | Суперники                          | Рахунок               |
| --------- | ---- | -------- | ----------------------- | -------- | ---------- | ---------------------------------- | --------------------- |
| Поразка   | 1.   | Лют 2010 | Йоганнесбург, ПАР       | Тверде   | Харел Леві | Роган Бопанна Айсам-уль-Хак Куреші | 2–6, 6–3, [10–5]      |
| Поразка   | 2.   | Чер 2010 | Лондон, Велика Британія | Трава    | Давід Шкох | Новак Джокович Джонатан Ерліх      | 6–7(6–8), 6–2, [10–3] |

## Фінали челленджерів і ф'ючерсів

### Одиночний розряд: 32 (17–15)
| Легенда (одиночний розряд) |
| -------------------------- |
| Тур ATP Челленджер (10–11) |
| Тур ITF Ф'ючерс (7–4)      |

| Титули за покриттям |
| ------------------- |
| Тверде (9–9)        |
| Ґрунт (2–1)         |
| Трава (2–2)         |
| Килим (4–3)         |

| Результат | В-П   | Дата     | Турнір                           | Рівень     | Покриття   | Суперник           | Рахунок                 |
| --------- | ----- | -------- | -------------------------------- | ---------- | ---------- | ------------------ | ----------------------- |
| Поразка   | 0–1   | Лют 2001 | Хорватія F2, Загреб              | Ф'ючерс    | Тверде     | Ловро Зовко        | 5–7, 4–6                |
| Поразка   | 0–2   | Сер 2001 | Тольятті, Росія                  | Челленджер | Тверде     | Александер Пея     | 2–6, 2–6                |
| Перемога  | 1–2   | Сер 2001 | Росія F3, Балашиха               | Ф'ючерс    | Ґрунт      | Орест Терещук      | 6–2, 6–3                |
| Перемога  | 2–2   | Кві 2002 | Греція F2, Каламата              | Ф'ючерс    | Тверде     | Янко Типсаревич    | 6–1, 6–4                |
| Перемога  | 3–2   | Лип 2002 | Бристоль, Англія                 | Челленджер | Трава      | Александер Пея     | 6–0, 6–3                |
| Поразка   | 3–3   | Лип 2002 | Манчестер, Англія                | Челленджер | Трава      | Володимир Волчков  | 4–6, 6–7(2–7)           |
| Поразка   | 3–4   | Лис 2002 | Братислава, Словаччина           | Челленджер | Килим      | Антоні Дюпюї       | 6–4, 4–6, 6–7(1–7)      |
| Перемога  | 4–4   | Січ 2003 | Гайльбронн, Німеччина            | Челленджер | Килим      | Юрген Мельцер      | 6–2, 5–7, 7–6(7–5)      |
| Поразка   | 4–5   | Лют 2003 | Андрезьє-Бутеон, Франція         | Челленджер | Тверде (i) | Тьєррі Асьйон      | 4–6, 2–6                |
| Перемога  | 5–5   | Лют 2004 | Вроцлав, Польща                  | Челленджер | Тверде (i) | Ян Герних          | 6–7(4–7), 6–2, 6–2      |
| Перемога  | 6–5   | Чер 2004 | Сербітон, Англія                 | Челленджер | Трава      | Веслі Муді         | 6–4, 6–4                |
| Перемога  | 7–5   | Бер 2005 | Санрайз, США                     | Челленджер | Тверде     | Давіде Сангінетті  | 6–2, 6–2                |
| Перемога  | 8–5   | Гру 2007 | Чехія F6, Опава                  | Ф'ючерс    | Килим      | Лукаш Росол        | 2–6, 7–5, 7–5           |
| Перемога  | 9–5   | Січ 2008 | Німеччина F1, Нуслох             | Ф'ючерс    | Килим      | Себастьєн де Шонак | 6–4, 6–4                |
| Поразка   | 9–6   | Жов 2008 | Коллінг, Данія                   | Челленджер | Тверде (i) | Роко Каранушич     | 4–6, 4–6                |
| Поразка   | 9–7   | Лис 2008 | Гельсінкі, Фінляндія             | Челленджер | Тверде (i) | Дмитро Турсунов    | 4–6, 3–6                |
| Поразка   | 9–8   | Січ 2009 | Гайльбронн, Німеччина            | Челленджер | Тверде (i) | Бенжамін Бекер     | 4–6, 4–6                |
| Перемога  | 10–8  | Лип 2009 | Пособланко, Іспанія              | Челленджер | Тверде     | Тьяго Алвес        | 6–4, 6–3                |
| Перемога  | 11–8  | Лют 2010 | Бергамо, Італія                  | Челленджер | Тверде (i) | Жіль Мюллер        | 6–4, 6–4                |
| Перемога  | 12–8  | Лют 2010 | Белград, Сербія                  | Челленджер | Килим      | Ілія Бозоляц       | 7–5, 7–6(7–4)           |
| Поразка   | 12–9  | Бер 2010 | Сараєво, Боснія і Герцеговина    | Челленджер | Тверде (i) | Едуар Роже-Васслен | 7–6(7–5), 3–6, 0–1 ret. |
| Перемога  | 13–9  | Жов 2010 | Ташкент, Узбекистан              | Челленджер | Тверде     | Жіль Мюллер        | 6–7(4–7), 6–4, 7–5      |
| Поразка   | 13–10 | Бер 2011 | Сараєво, Боснія і Герцеговина    | Челленджер | Тверде (I) | Амер Деліч         | без гри                 |
| Перемога  | 14–10 | Сер 2011 | Сеговія, Іспанія                 | Челленджер | Тверде     | Грегуар Бюрк'є     | 6–4, 7–6(7–4)           |
| Поразка   | 14–11 | Лис 2011 | Еккенталь, Німеччина             | Челленджер | Килим      | Ражів Рам          | 4–6, 2–6                |
| Поразка   | 14–12 | Чер 2012 | Nottingham Open, Велика Британія | Челленджер | Трава      | Грега Жемля        | 6–7(3–7), 6–4, 4–6      |
| Поразка   | 14–13 | Лис 2013 | Чехія F6, Яблонець-над-Нисою     | Ф'ючерс    | Килим      | Володимир Ігнатик  | 2–6, 3–6                |
| Поразка   | 14–14 | Січ 2014 | Німеччина F2, Штутгарт           | Ф'ючерс    | Тверде     | Володимир Ігнатик  | 6–4, 3–6, 6–7(3–7)      |
| Перемога  | 15–14 | Бер 2014 | Франція F7, Сен-Рафаель          | Ф'ючерс    | Тверде     | Максім Отом        | 7–6(11–9), 6-4          |
| Перемога  | 16–14 | Кві 2014 | Туреччина F10, Анталія           | Ф'ючерс    | Тверде     | Мате Делич         | 6–7(5–7), 6–3, 6-3      |
| Поразка   | 16–15 | Лип 2014 | Австрія F5, Бад-Вальтерсдорф     | Ф'ючерс    | Ґрунт      | Душан Лойда        | 3–6, 7–5, 4–6           |
| Перемога  | 17–15 | Сер 2014 | Словаччина F3, П'єштяни          | Ф'ючерс    | Ґрунт      | Іво Клець          | 6-4, 7-6(7–4)           |

### Парний розряд: 43 (27–16)
| Легенда (одиночний розряд) |
| -------------------------- |
| Тур ATP Челленджер (19–9)  |
| Тур ITF Ф'ючерс (8–7)      |

| Титули за покриттям |
| ------------------- |
| Тверде (16–11)      |
| Ґрунт (8–5)         |
| Трава (1–0)         |
| Килим (2–0)         |

| Результат | В-П   | Дата     | Турнір                             | Рівень     | Покриття | Партнер              | Суперники                                     | Рахунок                      |
| Перемога  | 1–0   | Вер 2000 | Slovak Republic Masters, П'єштяни  | Сателіти   | Ґрунт    | Ігор Зеленай         | Браніслав Секач Мартін Штепанек               | 6–3, 2–6, 7–6(7–3)           |
| Перемога  | 2–0   | Жов 2000 | Фінляндія F2, Гельсінкі            | Ф'ючерс    | Килим    | Ігор Зеленай         | Яркко Ніємінен Теро Вілен                     | 6-2, 6-4                     |
| Поразка   | 2–1   | Лис 2000 | США F28, Малібу                    | Ф'ючерс    | Тверде   | Ігор Зеленай         | Лассі Кетола Кім Тіїлікайнен                  | 4-6, 6-7(3–7)                |
| Перемога  | 3–1   | Гру 2000 | США F29, Лагуна-Нігел (Каліфорнія) | Ф'ючерс    | Тверде   | Седрік Кауфманн      | Келлі Ґаллетт Д'ялмар Сістерманс              | 6-2, 6-3                     |
| Перемога  | 4–1   | Чер 2001 | Чехія F2, Яблонець-над-Нисою       | Ф'ючерс    | Ґрунт    | Браніслав Секач      | Мартін Громець Мартін Штепанек                | 6–3, 3–6, 6–2                |
| Поразка   | 4–2   | Чер 2001 | Словенія F3, Крань                 | Ф'ючерс    | Ґрунт    | Браніслав Секач      | Іґор Брукнер Йозеф Нештіцький                 | 4-6, 5-7                     |
| Перемога  | 5–2   | Лип 2001 | Оберштауфен, Німеччина             | Челленджер | Ґрунт    | Браніслав Секач      | Томас Штренґберґер Клеменс Тріммель           | 2–6, 6–1, 6–0                |
| Перемога  | 6–2   | Сер 2001 | Тольятті, Росія                    | Челленджер | Тверде   | Ігор Зеленай         | Абдул Хамід Махкамов Дмитро Томашевич         | 7–5, 4–6, 6–3                |
| Перемога  | 7–2   | Сер 2001 | Росія F1, Балашиха                 | Ф'ючерс    | Ґрунт    | Ігор Зеленай         | Олексій Кедрюк Орест Терещук                  | 0–6, 6–3, 6–4                |
| Поразка   | 7–3   | Вер 2001 | Забже, Польща                      | Челленджер | Ґрунт    | Ігор Зеленай         | Юліан Ноул Міхаель Кольманн                   | 1-6, 6-7(5–7)                |
| Поразка   | 7–4   | Лис 2001 | Прага, Чехія                       | Челленджер | Тверде   | Ігор Зеленай         | Лукаш Длоуги Давід Мікета                     | 1–6, 6–4, 3–6                |
| Поразка   | 7–5   | Січ 2002 | США F2, Делрей-Біч                 | Ф'ючерс    | Тверде   | Ладіслав Шварць      | Грейдон Олівер Тревіс Реттенмаєр              | 2-6, 4-6                     |
| Перемога  | 8–5   | Бер 2002 | Осака, Японія                      | Челленджер | Тверде   | Седрік Кауфманн      | Лоренс Тілеман Йон ван Лоттум                 | 7-5, 6-1                     |
| Поразка   | 8–6   | Кві 2002 | Греція F1, Сірос                   | Ф'ючерс    | Тверде   | Міхал Мертиняк       | Тьєррі Асьйон Флоран Серра                    | 6–3, 4–6, 2–6                |
| Перемога  | 9–6   | Кві 2002 | Греція F2, Каламата                | Ф'ючерс    | Тверде   | Міхал Мертиняк       | Тапіо Нурмінен Марко Ткалець                  | 6-1, 6-2                     |
| Перемога  | 10–6  | Тра 2002 | Будапешт, Угорщина                 | Челленджер | Ґрунт    | Ярослав Левинський   | Маріано Худ Себастьян Прієто                  | 3–6, 6–4, 6–1                |
| Перемога  | 11–6  | Лип 2002 | Манчестер, Велика Британія         | Челленджер | Трава    | Айсам Куреші         | Джон Хуей Ентоні Росс                         | 6-3, 7-6(7–2)                |
| Поразка   | 11–7  | Сер 2002 | Сеговія, Іспанія                   | Челленджер | Тверде   | Сандер Гройн         | Тім Крічтон Тодд Перрі                        | 7–5, 6–7(3–7), 4-6           |
| Поразка   | 11–8  | Сер 2002 | Бронкс, США                        | Челленджер | Тверде   | Томаш Зіб            | Джеймі Дельгадо Арвінд Пармар                 | 6–7(6–8), 1-6                |
| Перемога  | 12–8  | Лис 2002 | Прага, Чехія                       | Челленджер | Тверде   | Ярослав Левинський   | Александар Кітінов Ловро Зовко                | 7-5, 6-2                     |
| Перемога  | 13–8  | Тра 2004 | Загреб, Хорватія                   | Челленджер | Ґрунт    | Ярослав Левинський   | Джордан Керр Том Ванхудт                      | 6-2, 7-6(7–4)                |
| Перемога  | 14–8  | Лис 2004 | Дніпро (місто), Україна            | Челленджер | Тверде   | Ярослав Левинський   | Андрей Павел Габріель Тріфу                   | 6–7(4–7), 7–6(7–4), 7-6(7–2) |
| Перемога  | 15–8  | Лют 2009 | Гайльбронн, Німеччина              | Челленджер | Тверде   | Ярослав Левинський   | Бенедікт Дорш Філіпп Пецшнер                  | 6-3, 6-2                     |
| Перемога  | 16–8  | Бер 2009 | Безансон, Франція                  | Челленджер | Тверде   | Ярослав Левинський   | Давід Шкох Ігор Зеленай                       | 2–6, 7–5, [10–7]             |
| Перемога  | 17–8  | Бер 2009 | Бергамо, Італія                    | Челленджер | Тверде   | Ярослав Левинський   | Кріс Гаггард Павел Візнер                     | 7–6(8–6), 6-4                |
| Перемога  | 18–8  | Тра 2009 | Родос, Греція                      | Челленджер | Тверде   | Ярослав Левинський   | Ражів Рам Боббі Рейнольдс                     | 6-3, 6-3                     |
| Перемога  | 19–8  | Лип 2009 | Пособланко, Іспанія                | Челленджер | Тверде   | Ярослав Левинський   | Колін Флемінг Кен Скупскі                     | 2–6, 7–6(7–5), [10–7]        |
| Поразка   | 19–9  | Лют 2010 | Бергамо, Італія                    | Челленджер | Тверде   | Їржі Кркошка         | Джонатан Маррей Джеймі Маррей                 | 1–6, 7–6(7–2), [8–10]        |
| Поразка   | 19–10 | Тра 2010 | Бордо, Франція                     | Челленджер | Ґрунт    | Леош Фридль          | Ніколя Маю Едуар Роже-Васслен                 | 7–5, 3–6, [7–10]             |
| Перемога  | 20–10 | Вер 2010 | Трнава, Словаччина                 | Челленджер | Ґрунт    | Лукаш Росол          | Александер Пея Мартін Сланар                  | 4–6, 7–6(7–3), [10–8]        |
| Поразка   | 20–11 | Жов 2010 | Tashkent Open 2010, Узбекистан     | Челленджер | Тверде   | Філіп Полашек        | Росс Гатчінс Джеймі Маррей                    | 6–2, 4–6, [8–10]             |
| Перемога  | 21–11 | Лип 2011 | Гранбі, Канада                     | Челленджер | Тверде   | Едуар Роже-Васслен   | Маттіас Бахінгер Франк Мозер                  | 6-1, 6-3                     |
| Поразка   | 21–12 | Лип 2012 | Астана, Казахстан                  | Челленджер | Тверде   | Каміл Чапкович       | Костянтин Кравчук Денис Молчанов              | 4-6, 3-6                     |
| Перемога  | 22–12 | Вер 2012 | Стамбул, Туреччина                 | Челленджер | Тверде   | Лукаш Длоуги         | Адріан Менендес-Масейрас Джон Пірс (тенісист) | 3–6, 6–2, [10–6]             |
| Перемога  | 23–12 | Лис 2012 | Ортізеї, Італія                    | Челленджер | Килим    | Рік де Вуст          | Раміз Джунейд Міхаель Кольманн                | 6-3, 6-4                     |
| Перемога  | 24–12 | Лют 2013 | Бергамо, Італія                    | Челленджер | Тверде   | Андрей Мартін        | Клаудіо Грассі Амір Вайнтрауб                 | 6–3, 3–6, [10–8]             |
| Поразка   | 24–13 | Бер 2013 | Сараєво, Боснія і Герцеговина      | Челленджер | Тверде   | Мірза Башич          | Костянтин Кравчук Томіслав Бркич              | 3-6, 5-7                     |
| Перемога  | 25–13 | Лют 2014 | Бергамо, Італія                    | Челленджер | Тверде   | Міхал Мертиняк       | Костянтин Кравчук Денис Молчанов              | 4–6, 7–5, [10–6]             |
| Перемога  | 26–13 | Кві 2014 | Туреччина F10, Анталія             | Ф'ючерс    | Тверде   | Максіміліан Нойхріст | Джордж Коупленд Андреас Міс                   | 6-2, 6-3                     |
| Перемога  | 27–13 | Сер 2014 | Словаччина F3, П'єштяни            | Ф'ючерс    | Ґрунт    | Філіп Кекерчені      | Данило Каленіченко Гонсалу Олівейра           | 6–2, 2–6, [10–8]             |
| Поразка   | 27–14 | Сер 2014 | Словаччина F4, Трнава              | Ф'ючерс    | Ґрунт    | Філіп Кекерчені      | Якуб Філіпський Ян Шатрал                     | 3-6, 2-6                     |
| Поразка   | 27–15 | Лип 2016 | Словаччина F1, Трнава              | Ф'ючерс    | Ґрунт    | Артем Дубривний      | Данило Каленіченко Філіп Кекерчені            | 0-6, 1-6                     |
| Поразка   | 27–16 | Лис 2016 | Естонія F3, Таллінн                | Ф'ючерс    | Тверде   | Артем Дубривний      | Нілс Лотсма Ботік ван де Зандсхюлп            |                              |

## Досягнення
| W | Ф | ПФ | ЧФ | #Р | КТ | К# | DNQ | A | NH |

### Одиночний розряд
| Турнір                                 | 2002 | 2003 | 2004 | 2005 | 2006 | 2007 | 2008 | 2009 | 2010 | 2011 | 2012 | 2013 | В-П   |
| -------------------------------------- | ---- | ---- | ---- | ---- | ---- | ---- | ---- | ---- | ---- | ---- | ---- | ---- | ----- |
| Турніри Великого шлему                 |      |      |      |      |      |      |      |      |      |      |      |      |       |
| Відкритий чемпіонат Австралії з тенісу |      | 1р   | 2р   | 3р   |      |      |      | К2р  | К1р  | 1р   | 1р   |      | 3–5   |
| Відкритий чемпіонат Франції з тенісу   |      | 1р   | 1р   | 1р   |      |      |      | К1р  | 1р   |      | 1р   |      | 0–5   |
| Вімблдонський турнір                   | 2р   | 1р   | 3р   | 1р   |      |      | К1р  | 2р   | 2р   | 3р   | 1р   | К2р  | 7–8   |
| Відкритий чемпіонат США з тенісу       |      | 1р   | 4р   | 1р   |      |      | К2р  | 1р   | К1р  | 1р   | 1р   | К1р  | 3–6   |
| В-П                                    | 1–1  | 0–4  | 6–4  | 2–4  | 0–0  | 0–0  | 0–0  | 1–2  | 1–2  | 2–3  | 0–4  | 0–0  | 13–24 |
| Загальна статистика                    |      |      |      |      |      |      |      |      |      |      |      |      |       |
| Титули–Фінали                          | 0–0  | 0–0  | 0–1  | 0–0  | 0–0  | 0–2  | 0–0  | 0–0  | 0–0  | 0–0  | 0–0  | 0–0  | 0–1   |
| Рейтинг на кінець року                 | 117  | 66   | 44   | 57   | N/A  | 582  | 145  | 114  | 103  | 101  | 141  | 360  |       |

### Парний розряд
| Турніри Великого шлему                 |     |     |     |     |     |     |     |     |     |     |       |
| Відкритий чемпіонат Австралії з тенісу |     |     | 1р  | 3р  |     |     |     |     |     |     | 2–2   |
| Відкритий чемпіонат Франції з тенісу   |     | 1р  | 2р  | 2р  |     |     |     |     |     |     | 2–3   |
| Вімблдонський турнір                   | 1р  | 2р  |     | 3р  |     |     |     | 1р  | 1р  | 1р  | 3–6   |
| Відкритий чемпіонат США з тенісу       |     |     | 2р  | 2р  |     |     |     |     |     |     | 2–2   |
| В-П                                    | 0–1 | 1–2 | 2–3 | 6–4 | 0–0 | 0–0 | 0–0 | 1–1 | 1–1 | 1–1 | 12–13 |